# WRC 2: FIA World Rally Championship
WRC 2: FIA World Rally Championship (también conocido como WRC 2, WRC 2 FIA World Rally Championship 2 y WRC: FIA World Rally Championship 2011) es el videojuego de carreras oficial del Campeonato Mundial de Rally de la FIA de 2011. Fue desarrollado por Milestone y presenta detalles mejorados, imágenes y nuevos modos para ser la simulación de rally más realista. El juego se lanzó para PlayStation 3, Xbox 360 y Microsoft Windows en Europa el 14 de octubre de 2011 y en Norteamérica el 24 de abril de 2013 (solo Windows).
El juego presenta campeonatos de seis etapas, etapas especiales de desafío cronometrado y modos en línea para 16 jugadores. Hay un modo Carrera renovado, que fomenta una mayor gestión del equipo y tiene nuevas funciones de reclutamiento.

## Jugabilidad
El modo para un jugador presenta muchas opciones, como el modo de etapa única, el modo de rally único, el modo de campeonato, el modo de contrarreloj, el modo de carrera y la escuela de rally WRC. Aquí es donde el jugador puede competir con la IA o con sus propios fantasmas para mejorar sus habilidades de conducción. Los vehículos sufren daños según la conducción del jugador en las pistas y se comportan en consecuencia. Hay un total de 90 etapas en 15 ubicaciones para competir en el modo de un solo jugador. Según el calendario, Rally Bulgaria y Rally Japan se eliminaron del juego anterior, mientras que se agregaron Acropolis Rally y Rally Australia.
La opción multijugador está disponible para juegos en línea de 16 jugadores. Los tipos de carreras disponibles son Etapa única, Campeonato, Rally único y Etapa súper especial.

## Recepción
El juego recibió críticas "mixtas o promedio" según el sitio web agregación de reseñas Metacritic. El consenso fue que era "un juego de rally bastante decente, pero carece de toques finales, especialmente con gráficos y audio. El modelo de conducción con respecto a la retroalimentación también podría ser más refinado". La versión de PlayStation 3 llegó al número 23 en las listas de ventas del Reino Unido.  En Japón, donde el juego fue portado y publicado por CyberFront el 16 de febrero de 2012, Famitsu otorgó a las versiones de PS3 y Xbox 360 una puntuación de dos sietes, un ocho y un seis para un total de 28 de 40.